# ビル・マーレイ
ビル・マーレイ（Bill Murray, 1950年9月21日 - ）は、アメリカ合衆国出身のコメディアン、俳優、映画監督、脚本家。

## 経歴

### 生い立ち
イリノイ州シカゴにて、アイルランド系の家庭に、9人兄弟の5番目として生まれる。彼を含めて4人が俳優になった。父親は木材のセールスマンで、母親は郵便室係だった。17歳の時に父親が亡くなり、高校時代はキャディのアルバイトに勤しみ、教育資金を受けながらカトリック系の高校へ進学。医学を学ぶためにコロラド州デンバーのレジス大学に入学したが、後に退学した。1971年頃、シカゴの空港にてマリファナ所持にて逮捕された。

### キャリア
兄のブライアン・ドイル＝マーレイに勧められて即興劇団セカンド・シティに参加、そこでジョン・キャンディらと出会った。その後、ジョン・ベルーシからの誘いで生活の拠点をニューヨークへ移し、1977年から1980年まで、NBCの人気バラエティ番組『サタデー・ナイト・ライブ』に出演し人気を得る。日本では『ゴーストバスターズ』のピーター・ヴェンクマン博士役で知名度も上がる。その後もコンスタントに俳優として映画に出演しているが、エージェントやマネージャーを持っておらず、コンタクトが難しいとして映画の製作陣からはオファーが出しづらい俳優として認識されている。
これまで様々な役柄で打診されたことがあり、例に挙げるとピクサー製作の『モンスターズ・インク』でジョン・グッドマンが声を担当したサリーや、『トイ・ストーリー』のバズ・ライトイヤー役。ティム・バートン監督の『バットマン』のブルース・ウェイン役や『チャーリーとチョコレート工場』のウィリー・ウォンカ役。『キンダガートン・コップ』のキンブル刑事役や『ロジャー・ラビット』でボブ・ホスキンス演じた私立探偵のエディー役に、『スター・ウォーズ』のハン・ソロ役、ジョン・バダム監督の『ブルーサンダー』のリチャード・ライマングッド役や『ショート・サーキット』のニュートン・クロスビー役や『ハード・ウェイ』のジョン・モス役などがある。近年ではティム・バートン、ジム・ジャームッシュ、ソフィア・コッポラ、ウェス・アンダーソンなど、個性的な監督の作品に出て高い評価を得ている。また、アート・リンソン監督『バッファローの棲むところ』で、アメリカを代表するジャーナリスト、ハンター・トンプソンを演じたこともある。
2003年に東京を舞台にしたソフィア・コッポラ監督の『ロスト・イン・トランスレーション』では、CM撮影のために日本へやってきた中年のハリウッドスター、ボブ・ハリスをユーモラスに演じてアカデミー主演男優賞にノミネートされ、ゴールデングローブ賞（ミュージカル・コメディ部門）など多数の映画賞を受賞した。

### 私生活

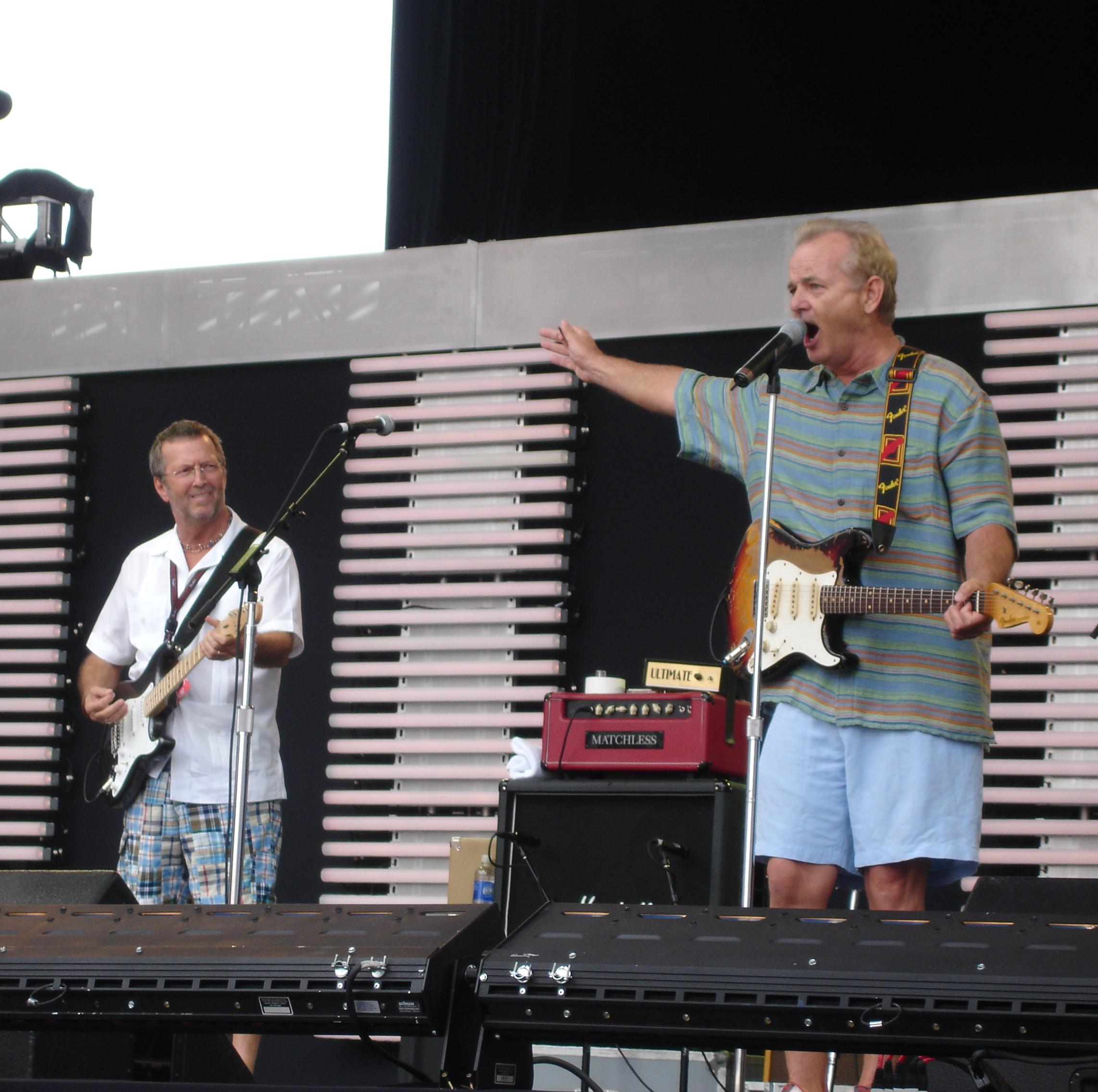
エリック・クラプトン(左)と共演（2007年）

1981年1月25日に女優のミッキー・ケリーと結婚。2人の子供が誕生するが、1994年に離婚。1997年7月4日に女優のジェニファー・バトラーと再婚。4人の子供が誕生するが、2008年6月13日に離婚。
ゴルフには熱心で、有名人のゴルフトーナメントなどには多く参加している。1999年にはゴルフに関するエッセイなどを載せた本も出版した。2007年にスウェーデンを訪れた際、ゴルフトーナメントの帰り道の公道でゴルフカートを運転していてストックホルムの警察に職務質問を受ける騒ぎも起きている。シカゴのプロスポーツチームが好きで、プロ野球チームのシカゴ・カブスやプロフットボールチームのシカゴ・ベアーズなどの大ファンである。
ギター演奏も趣味にしており、エリック・クラプトン主催の「クロスロード・ギター・フェスティヴァル」にて司会を務めライブで共演している。
前述の『ロスト・イン・トランスレーション』のロケ撮影で、来日をしているが、2025年に東京ドームで開催された「MLB東京シリーズ2025」を観戦するためにプライベートで来日した。

## 主な出演作品

### 映画
| 公開年 | 邦題 原題                                                                               | 役名                         | 備考 | 吹き替え                                                                          |
| ------ | --------------------------------------------------------------------------------------- | ---------------------------- | --- | --------------------------------------------------------------------------------- |
| 1979   | ミートボール Meatballs                                                                  | トリッパー                   | | 青野武                                                                            |
| 1980   | ボールズ・ボールズ Caddyshack                                                           | カール・スパックラー         | | 富山敬                                                                            |
| 1980   | アメリカ発 珍作映画情報 Loose Shoes                                                     | レフティ・シュワルツ         | | （吹き替え版なし）                                                                |
| 1981   | パラダイス・アーミー Stripes                                                            | ジョン                       | | 江原正士（テレビ版） 青山穣（Netflix版）                                          |
| 1982   | トッツィー Tootsie                                                                      | ジェフ                       | | 広瀬正志（フジテレビ版） 青山穣（ソフト版）                                       |
| 1984   | ゴーストバスターズ Ghost Busters                                                        | ピーター・ヴェンクマン博士   | | 野田秀樹（フジテレビ版） 樋浦勉（テレビ朝日版） 安原義人（ソフト版）              |
| 1984   | 剃刀の刃 The Razor's Edge                                                               | ラリー・ダレル               | 出演・脚本 | （吹き替え版なし）                                                                |
| 1986   | リトル・ショップ・オブ・ホラーズ Little Shop of Horrors                                 | アーサー・デントン           | | 安原義人                                                                          |
| 1988   | 3人のゴースト Scrooged                                                                  | フランク・クロス             | | 江原正士（フジテレビ版）                                                          |
| 1989   | ゴーストバスターズ2 Ghostbusters II                                                     | ピーター・ヴェンクマン博士   | | 安原義人（ソフト版/機内上映版） 江原正士（フジテレビ版） 野島昭生（テレビ朝日版） |
| 1990   | クイック・チェンジ Quick Change                                                         | グリム                       | 監督・製作・出演 | 池田秀一                                                                          |
| 1991   | おつむて・ん・て・ん・クリニック What About Bob?                                        | ボビー・ワイリー             | | 安原義人                                                                          |
| 1993   | 恋はデジャ・ブ Groundhog Day                                                            | フィル                       | | 安原義人                                                                          |
| 1993   | 恋に落ちたら… Mad Dog and Glory                                                         | フランク・マイロ             | | 江原正士                                                                          |
| 1994   | エド・ウッド Ed Wood                                                                    | バニー・ブレッキンリッジ     | | 江原正士                                                                          |
| 1996   | キングピン/ストライクへの道 Kingpin                                                     | アーニー・マクラケン         | | 江原正士                                                                          |
| 1996   | スペース・ジャム Space Jam                                                              | ビル・マーレイ               | | 江原正士                                                                          |
| 1996   | 小さな贈りもの Larger Than Life                                                         | ジャック・コークラン         | | 江原正士                                                                          |
| 1997   | 知らなすぎた男 The Man Who Knew Too Little                                              | ウォレス・リッチー           | | 江原正士                                                                          |
| 1998   | ワイルドシングス Wild Things                                                            | ケン・ボーデン               | | 江原正士（ソフト版） 池田勝（テレビ朝日版）                                       |
| 1998   | 天才マックスの世界 Rushmore                                                             | ハーマン・ブルーム           | 全米映画批評家協会賞助演男優賞 受賞 ニューヨーク映画批評家協会賞 助演男優賞 受賞 ロサンゼルス映画批評家協会賞 助演男優賞 受賞 インディペンデント・スピリット賞 助演男優賞 受賞                                                                                               | 山野史人                                                                          |
| 1999   | クレイドル・ウィル・ロック Cradle Will Rock                                             | トミー・クリックショー       | | 江原正士                                                                          |
| 2000   | ハムレット Hamlet                                                                       | ポロニウス                   | | 小山武宏                                                                          |
| 2000   | チャーリーズ・エンジェル Charlie's Angels                                               | ジョン・ボスレー             | | 江原正士（ソフト版） 池田勝（テレビ朝日版）                                       |
| 2001   | ザ・ロイヤル・テネンバウムズ The Royal Tenenbaums                                       | ラレイ・シンクレア           | | 佐々木梅治                                                                        |
| 2001   | スピーキング・オブ・セックス Speaking of Sex                                            | エズリ・ストヴァル           | | （吹き替え版なし）                                                                |
| 2003   | ロスト・イン・トランスレーション Lost in Translation                                    | ボブ・ハリス                 | 英国アカデミー賞 主演男優賞 受賞 ゴールデングローブ賞 主演男優賞 (ミュージカル・コメディ部門) 受賞 全米映画批評家協会賞主演男優賞 受賞 ニューヨーク映画批評家協会賞 主演男優賞 受賞 ロサンゼルス映画批評家協会賞男優賞 受賞 インディペンデント・スピリット賞 主演男優賞 受賞 | 江原正士                                                                          |
| 2003   | コーヒー&シガレッツ Coffee and Cigarettes                                               | ビル・マーレイ               | | （吹き替え版なし）                                                                |
| 2004   | ガーフィールド Garfield                                                                 | ガーフィールド               | 声の出演 | 藤井隆                                                                            |
| 2005   | ライフ・アクアティック The Life Aquatic with Steve Zissou                               | スティーヴ・ズィスー         | | 安原義人                                                                          |
| 2005   | ブロークン・フラワーズ Broken Flowers                                                   | ドン・ジョンストン           | | （吹き替え版なし）                                                                |
| 2006   | ガーフィールド2 Garfield: A Tail of Two Kitties                                         | ガーフィールド               | 声の出演 | 山口勝平                                                                          |
| 2007   | ダージリン急行 The Darjeeling Limited                                                   | ビジネスマン                 | | 江原正士                                                                          |
| 2008   | ゲット スマート Get Smart                                                               | エージェント13               | | 石住昭彦（ソフト版） 安原義人（テレビ朝日版）                                     |
| 2008   | エンバー 失われた光の物語 City of Ember                                                 | コール市長                   | | 横島亘                                                                            |
| 2009   | リミッツ・オブ・コントロール The Limits of Control                                      | アメリカ人                   | | 小島敏彦                                                                          |
| 2009   | ゾンビランド Zombieland                                                                 | 本人役                       | カメオ出演 | 安原義人                                                                          |
| 2009   | ファンタスティック Mr.FOX Fantastic Mr. Fox                                             | バジャー                     | ストップモーション・アニメ、声の出演 | ふくまつ進紗                                                                      |
| 2010   | パッション・プレイ Passion Play                                                         | ハッピー・シャノン           | | 稲葉実                                                                            |
| 2012   | ムーンライズ・キングダム Moonrise Kingdom                                               | ウォルト・ビショップ         | | 安原義人                                                                          |
| 2012   | 私が愛した大統領 Hyde Park on Hudson                                                    | フランクリン・ルーズベルト   | | （吹き替え版なし）                                                                |
| 2012   | チャールズ・スワン三世の頭ン中 A Glimpse Inside the Mind of Charles Swan III            | サウル                       | 日本劇場未公開だがWOWOWで放送 | （吹き替え版なし）                                                                |
| 2014   | ミケランジェロ・プロジェクト The Monuments Men                                          | リチャード・キャンベル       | | 江原正士                                                                          |
| 2014   | グランド・ブダペスト・ホテル The Grand Budapest Hotel                                   | M.アイヴァン                 | | 外谷勝由                                                                          |
| 2014   | ヴィンセントが教えてくれたこと St. Vincent                                              | ヴィンセント・マッケンナ     | | 江原正士                                                                          |
| 2014   | 帰ってきたMr.ダマー バカMAX! Dumb and Dumber To                                         | アイス・ピック               | カメオ出演 |                                                                                   |
| 2015   | ロック・ザ・カスバ! Rock the Kasbah                                                     | リッチー・ランツ             | | 安原義人                                                                          |
| 2015   | ビル・マーレイ・クリスマス A Very Murray Christmas                                      | 本人                         | TVスペシャル | （吹き替え版なし）                                                                |
| 2015   | アロハ Aloha                                                                            | カーソン・ウェルチ           | | 岩崎ひろし                                                                        |
| 2016   | ジャングル・ブック The Jungle Book                                                      | バルー                       | 声の出演 | 西田敏行                                                                          |
| 2016   | ゴーストバスターズ Ghostbusters                                                         | マーティン・ハイス博士       | カメオ出演 | 安原義人                                                                          |
| 2018   | 犬ヶ島 Isle of Dogs                                                                     | ボス                         | 声の出演 | 石住昭彦                                                                          |
| 2019   | デッド・ドント・ダイ The Dead Don't Die                                                 | クリフ・ロバートソン         | | （吹き替え版なし）                                                                |
| 2019   | ゾンビランド:ダブルタップ Zombieland: Double Tap                                        | 本人役                       | カメオ出演 | 安原義人                                                                          |
| 2020   | オン・ザ・ロック On the Rocks                                                           | フェリックス                 | | 江原正士                                                                          |
| 2021   | フレンチ・ディスパッチ ザ・リバティ、カンザス・イヴニング・サン別冊 The French Dispatch | アーサー・ハウイッツァー・Jr | | 上田燿司                                                                          |
| 2021   | ゴーストバスターズ/アフターライフ Ghostbusters: Afterlife                               | ピーター・ヴェンクマン博士   | | 安原義人                                                                          |
| 2022   | 史上最高のカンパイ!〜戦地にビールを届けた男〜 The Greatest Beer Run Ever                | 大佐                         | | 江原正士                                                                          |
| 2023   | アントマン&ワスプ:クアントマニア Ant-Man and the Wasp: Quantumania                      | クライラー卿                 | | 江原正士                                                                          |
| 2024   | ゴーストバスターズ/フローズン・サマー Ghostbusters: Frozen Empire                       | ピーター・ヴェンクマン博士   | | 安原義人                                                                          |
| TBA    | Riff Raff                                                                               |                              | ポストプロダクション |                                                                                   |
| TBA    | The Friend                                                                              |                              | 撮影中 |                                                                                   |
| TBA    | The Phoenician Scheme                                                                   |                              | 撮影中 |                                                                                   |

### テレビ
| 放映年    | 邦題 原題                                                 | 役名                         | 備考                               | 吹き替え |
| --------- | --------------------------------------------------------- | ---------------------------- | ---------------------------------- | -------- |
| 1975      | Saturday Night Live with Howard Cosell                    | Various roles                | 兼脚本                             | N/A      |
| 1977-1980 | サタデー・ナイト・ライブ Saturday Night Live              | Various roles                | 計72話出演 兼脚本                  |          |
| 1978      | モンティー・パイソンのザ・ラットルズ All You Need Is Cash |                              |                                    | 鈴置洋孝 |
| 1981-1999 | サタデー・ナイト・ライブ Saturday Night Live              | 本人（ホスト）               | 計5話出演                          |          |
| 1999      | サタデー・ナイト・ライブ Saturday Night Live              | 本人                         | 「25th Anniversary Special」       |          |
| 2013-2014 | アルファ・ハウス Alpha House                              | ヴァーノン・スミッツ上院議員 | 計3話出演                          |          |
| 2014      | オリーヴ・キタリッジ Olive Kitteridge                     | ジャック・ケニソン           | ミニシリーズ                       |          |
| 2015      | パークス・アンド・レクリエーション Parks and Recreation   | ウォルター・ガンダーソン     | 第7シーズン第11話「Two Funerals」  |          |
| 2016      | バイス・プリンシパルズ Vice Principals                    | ウェルズ                     | 第1シーズン第1話「次の校長は誰だ」 |          |
| 2018      | サタデー・ナイト・ライブ Saturday Night Live              | スティーブン・バノン         | 「Sam Rockwell/Halsey」            |          |
| 2021      | The Now                                                   | Dr. Robert Flaherty          | 計5話出演                          |          |

## 主な受賞
- ゴールデングローブ賞
  - 2003年度 主演男優賞（ミュージカル・コメディ部門） 『ロスト・イン・トランスレーション』
- 英国アカデミー賞
  - 2003年度 主演男優賞 『ロスト・イン・トランスレーション』
- 全米映画批評家協会賞
  - 1998年度 助演男優賞 『天才マックスの世界』
  - 2003年度 男優賞 『ロスト・イン・トランスレーション』
- ニューヨーク映画批評家協会賞
  - 1998年度 助演男優賞『天才マックスの世界』
  - 2003年度 男優賞『ロスト・イン・トランスレーション』
- ロサンゼルス映画批評家協会賞
  - 1998年度 助演男優賞 『天才マックスの世界』
  - 2003年度 男優賞 『ロスト・イン・トランスレーション』
- インディペンデント・スピリット賞
  - 1998年度 助演男優賞 『天才マックスの世界』
  - 2003年度 主演男優賞 『ロスト・イン・トランスレーション』

## 日本語吹き替え
主に担当しているのは、以下の二人である。
江原正士
『パラダイス・アーミー』（フジテレビ版）で初担当。最も多く吹き替えている。
江原曰く、マーレイの吹き替えは台詞が言いっ放しでオフビートのように演技のテンポがバラバラなためあわせるのが難しく、コツを掴むまで時間がかかったという。マーレイのキャラクターとしてはアメリカ版寅さんだと感じ、吹き替える際は、日本語版制作スタッフから要求がある場合を除き、いつもの演技のときは寅さん風「おとぼけオジさん」のニュアンスで演じていると語った。
安原義人
『ゴーストバスターズ』（ソフト版）で初担当。同シリーズをはじめとして、江原の次に多く吹き替えている。2016年版『ゴーストバスターズ』では30年ぶりに同シリーズに参加したことから、「この作品が復活し、まさかそこにビル・マーレイが出演していて、また演じられるとは思ってもみませんでした。とても運命を感じました」と歓喜のコメントを寄せている。
このほかにも、池田勝、青山穣、石住昭彦、野島昭生、樋浦勉、野田秀樹なども声を当てている。